# Jesús de Nazaret. Desde la entrada en Jerusalén hasta la resurrección
Jesús de Nazaret. Desde la entrada en Jerusalén hasta la resurrección (Jesus von Nazareth. Vom Einzug in Jerusalem bis zur Auferstehung, título original en alemán) es un libro escrito por el papa Benedicto XVI y publicado en el año 2011, siendo esta la segunda parte a la trilogía dedicada a la vida de Jesús de Nazaret. Como indica  su título el autor hace una exegesis sobre los pasajes de la vida de Jesús entre su entrada a Jerusalén hasta su resurrección.